# Belene (wyspa)
Belene (także Persin; bułg. Белене, Персин) – wyspa rzeczna na dolnym Dunaju, naprzeciw miasta Belene, kilka kilometrów w górę rzeki od bułgarskiego miasta portowego Swisztow. Należy do Bułgarii i jest jej największą wyspą. Długość – 14,5 km, szerokość – do 6 km.
Wyspa Belene jest ostoją ponad 170 gatunków ptactwa wodnego, w tym wielu gatunków rzadkich. Wschodnia część wyspy stanowi część rezerwatu „Persinski błata”.
W latach 1949–1959 na wyspie istniał obóz pracy przymusowej dla przeciwników komunizmu. Do dziś w zachodniej części wyspy działa więzienie.